# Odaenathus

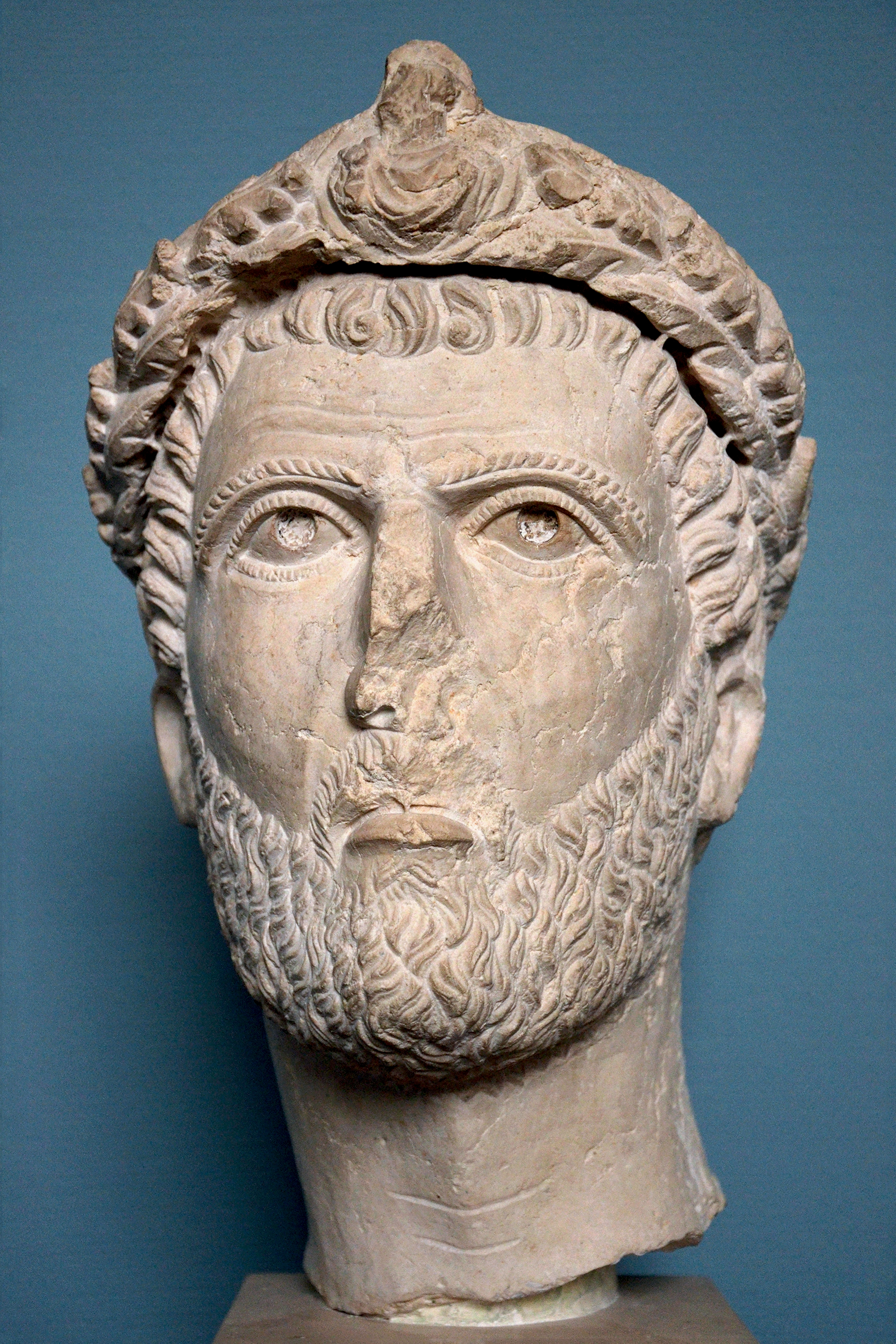
Odaenathus

Lucius Septimius Odaenathus, Odenathus or Odenatus (tiếng Aram: ܐܕܝܢܬ / Oḏainaṯ; Greek: Οδαίναθος / Hodainathos; tiếng Ả Rập: أذينة / ALA-LC: Udhaynah) (? - 267), tên Latinh hóa theo kiểu Syria Odainath, là một vị vua xứ Palmyra, Syria và sau là Đế quốc Palmyra tồn tại trong thời gian ngắn vào nửa sau thế kỷ thứ 3, người đã thành công trong việc khôi phục phía Đông La Mã từ tay người Ba Tư và trả lại nó cho Đế quốc La Mã.

## Tiểu sử
Tên đầy đủ của ông là Lucius Septimius Odainath. một số ý kiến nói rằng tên của ông có nguồn gốc từ tiếng Aram, trong khi số khác nói rằng tên của ông có nguồn gốc từ tiếng Ả Rập "Odaina" có nghĩa là "Đôi tai nhỏ bé". Bảng phả hệ của Odaenathus cho thấy rằng ông là người gốc Ả Rập. Tên lót Septimius của ông cho thấy gia đình ông được nhận quyền công dân La Mã dưới thời một vị hoàng đế của nhà Severanus, và do đó trở thành gia tộc có thế lực nhất ở Palmyra kể từ thập niên 190. Ông là con trai của Lucius Septimius Herod (Hairān), một vị "nguyên lão và thủ lĩnh của Tadmor", con trai của Vaballathus (Wahballath) và là cháu của Nasor.
Không rõ khi nào mà Odaenathus trở thành người đứng đầu xứ Palmyra, nhưng đã có một bản khắc đề năm 258 mà ông được gọi là "ngài chấp chính quan lừng lẫy của chúng ta" (N.S.I. Số 126). Với người vợ Zenobia nổi tiếng trong lịch sử tích cực ủng hộ chính sách cai trị của chồng mình.
Sự kiện Hoàng đế Valerianus bị đánh bại và cầm tù vào năm 260 để lại các tỉnh phía đông chủ yếu ở lòng thương xót của người Ba Tư; triển vọng về uy thế của Ba Tư không phải là thứ mà vương quốc Palmyra mong muốn với bất kỳ lý do gì đi nữa. Lúc đầu, có vẻ như Odaenathus cố gắng làm lành với vua Ba Tư Shapur I; nhưng khi những món quà của ông bị từ chối một cách khinh khỉnh (Petr. Patricius, 10), ông quyết định rút lại lời tham gia làm đồng minh của mình viện cớ vì Roma. Tính trung lập đã khiến số phận của Palmyra bị bỏ rơi cho một chính sách quân thiết thực, vốn làm tăng thêm tiếng tăm của Odaenathus, trong một thời gian ngắn đưa thành phố quê hương của ông trở thành đống đổ nát. Quân của ông đại bại trước người Ba Tư đang ca khúc khải hoàn trở về nhà sau khi cướp phá tan tành Antioch và trước khi họ có thể vượt qua sông Euphrates thì Odaenathus đã chớp thời cơ giáng cho họ một trận thảm bại đáng kể.
Sau đó, khi hai vị hoàng đế phản loạn đã tiếm xưng đế hiệu ở phía Đông vào năm 261, Odaenathus bèn theo về phe của Gallienus là con trai và người kế vị của Valerianus, tấn công và giết chết kẻ cướp ngôi Quietus tại Emesa (nay là Homs) và được Gallienus tưởng thưởng cho lòng trung thành của ông bằng cách ban cho một vị trí đặc biệt vào năm 262. Ông có thể đã được hoàng đế thừa nhận tước hiệu vua từ trước; nhưng giờ đây ông đã trở thành totius Orientis imperator, không hẳn là người đồng cai trị và cũng không phải là Augustus, mà là một vị tướng độc lập của hoàng đế phụ trách các tỉnh phía Đông (Mommsen, Provinces, ii. p. 103).
Trong một loạt các chiến dịch nhanh chóng và thành công thì Odaenathus đã giao lại xứ Palmyra cho cấp phó của mình là Septimius Worod phụ trách (N.S.I. Nos. 127–129), rồi dẫn quân vượt qua sông Euphrates và giải vây cho Edessa, tái chiếm Nisibis và Carrhae (nay là Harran). Ông thậm chí còn đối chọi lại sức mạnh của người Ba Tư nhờ hai lần tiến quân công phá dãy tường thành thủ đô Ctesiphon của Ba Tư nhưng không chiếm được nó. Những thành công này đã giúp khôi phục sự cai trị của Đế quốc La Mã ở phía Đông; khiến Gallienus không dám khinh thường mà vội tổ chức một buổi lễ diễu hành mừng chiến thắng với những tù binh và chiến lợi phẩm của Odaenathus vào năm 264. Odaenathus còn kỷ niệm chiến thắng của mình ở phía Đông bằng việc chia sẻ với người con trưởng Hairan (Herodes) danh hiệu phương đông "vua của các vị vua".
Trong khi quan sát tất cả các nghi lễ từ phía vị chúa tể của mình, có bằng chứng đáng kể cho rằng Odaenathus đang định nhắm đến ngôi vị hoàng đế; nhưng trong suốt cuộc đời của ông hầu như không có ý định xung đột với Roma. Ông dự tính cùng Hairan quay lại Cappadocia để thảo phạt quân Goth đang xâm nhập bờ cõi đế chế thì đột nhiên hai cha con đều bị người cháu Maeonius ra tay ám sát. Đã có ý kiến cho rằng hành động bạo lực này là bị Roma xúi giục, nhưng không có chứng cứ trong các tài liệu lịch sử để làm chứng cho vụ án này.
Theo bộ sử không mấy tin cậy Historia Augusta, Maeonius đã giết Odaenathus và Hairan trong một buổi lễ, thực ra là một âm mưu được tổ chức bởi Zenobia, người vợ thứ hai của Odaenathus nhằm đưa người con trai Vaballathus của họ lên kế thừa ngôi vị Odaenathus thay vì Hairan (là con trai của Odaenathus với một người phụ nữ khác). Phiên bản thường được chấp nhận, theo Gibbon thì vụ sát hại là để trả thù cho một khoảng thời gian ngắn bị Odaenathus giam giữ cũng do Maeonius đã tỏ thái độ bất kính với ông. Sau khi ông qua đời vào năm 267, Zenobia đóng vai trò nhiếp chính và nắm quyền trị vì xứ Palmyra thay mặt cho đứa con Vaballathus còn nhỏ tuổi.